# Carolyn Beug
Carolyn Ann Mayer-Beug (Santa Mónica, 11 de diciembre de 1952 - Nueva York, 11 de septiembre de 2001) fue una cineasta y productora de vídeos de Santa Mónica, California. Murió durante los atentados del 11 de septiembre de 2001.

## Carrera
Además de su trabajo como productora de vídeos, Beug dirigió tres vídeos musicales para el cantante de country Dwight Yoakam: "Ain't That Lonely Yet", "A Thousand Miles from Nowhere" y "Fast as You". Beug codirigió los dos vídeos con Yoakam y fue la directora del vídeo posterior. Ganó un premio por el videoclip de la canción de Van Halen, Right Now, que ella produjo.

## Vida personal
Beug vivía en una casa de estilo Neo-tudor en Santa Mónica. Organizaba una barbacoa anual en el patio de su casa para el equipo de esquí de fondo del Santa Monica High School. Beug pertenecía al movimiento de los santos de los últimos días.

## Muerte y legado
Beug murió con 48 años a bordo del Vuelo 11 de American Airlines que se estrelló contra la torre norte del World Trade Center el 11 de septiembre de 2001. En el momento de su muerte, Beug estaba escribiendo un libro infantil sobre el relato bíblico del Arca de Noé que iba a ser contado desde el punto de vista de la mujer de Noé. A bordo del avión también se encontraba su madre, Mary Alice Whalstrom. A Being le sobrevivieron sus dos hijas gemelas de dieciocho años Lauren y Lindsey Mayer-Beug, su hijo de trece años Nick y su marido John. Estaba regresando a su casa después de llevar a sus hijas a la universidad en la Escuela de Diseño de Rhode Island.
En el National September 11 Memorial & Museum, Beug se encuentra memorializada en el panel N-1 de la piscina norte.